# Michail Drujan
Michail Zacharovič Drujan (in russo Михаил Захарович Друян?; Char'kov, 17 ottobre 1911 – Mosca, 7 luglio 2000) è stato un direttore della fotografia sovietico.

## Biografia
Autore dei titoli animati del famoso film di Grigorij Aleksandrov Tutto il mondo ride (1934), ha successivamente curato la fotografia di oltre 300 film d'animazione, in particolare presso lo studio Sojuzmul'tfil'm, dove ha lavorato dal 1936 al 1996, con la sola interruzione dal 1941 al 1945 per partecipare da volontario alla Seconda guerra mondiale.
Nel 1975 è stato insignito del titolo di Operatore della cultura benemerito della RSFS Russa.

## Filmografia parziale

### Direttore della fotografia
- Skazka o rybake i rybke (1950)
- Uno scoiattolo vagabondo (1951)
- Kaštanka (1952)
- Il fiorellino vermiglio (1952)
- L'antilope d'oro (1954)
- L'incantesimo dello gnomo (1955)
- Snegovik-počtovik (1955)
- La regina delle nevi (1957)
- Le avventure di Pinocchio (1959)
- Djujmovočka (1964)
- Malyš i Karlson (1968)
- Rassejannyj Džovanni (1969)
- V strane nevyučennych urokov (1969)
- Karlson vernulsja (1970)
- Vinni-Puch i den' zabot (1972)
- Ščelkunčik (1973)
- Il cavallino gobbo (1975)
- C'era una volta un cane (1982)
- Il principe e lo zar (1984)